# عمر وادیلو
شیخ عمر وادیلو یا شیخ عمر ابراهیم وادیلو(زاده ١٩۶۴ وتوری، اسپانیا) (Umar Vadillo) از فعالان احیای دوباره دینار طلای شریعی (دینار طلای نوین) می‌باشد۔ در اثر سعی و تلاش فراوان وی برای اولین بار در سال ۲۰۱۰ در شهرِ کلانتان کشورِ مالزی دینار شریعی (دینار طلای نوین) را ضرب نموده و عملاً آن را من حیثِ ارزهای تبادله جاری نمود۔ او یکی از اعضای فعال جنبش جهانی مرابطون است. عمر وادیلو یکی از اقتصادنانِ ماهر و یکی از عضو فعال انجمنِ اقتصادانان جهان می‌باشد، و نیز مؤسسِ سازمانِ بین‌المللی تجارت اسلامی (World Islamic Trade Organiztion) می‌باشد۔ که یکی از وظائفِ مهمِ سازمان متذکره نظارت بر تمام معاملاتِ تجارتی ملی و بین‌المللی بر اساسِ اصول وقوانینِ شریعت اسلامی می‌باشد۔

شیخ عمر مؤسس ضراب خانه بین‌المللی اسلامی (World Islamic Mint) می‌باشد، که وظیفه عمده این نهاد ایجادِ معیارها برای سکّه‌های طلا (دینار) و نقره (درهم) در سطح جهان می‌باشد۔ و برای انتقال دینار طلای نوین از یک حسابِ بانکی به حسابِ دیگر بانکی بر اساس سیستمِ ای-دینار(e-dinar) را معرفی نموده۔
در اثر تلاش‌های وادیلو ایالت کلانتان مالزی دینار طلا و درهم نقره را به رسمیت شناخت.

## تحصیلات
او دارای مدرک دکترای اقتصاد کشاورزی از دانشگاه مادرید است. وی در سال ۱۹۸۵ با آقای عبدالقادر الصوفی ملاقات نمود و مسلمان شد. 

## معرفی دوباره دینار طلای
وادیلو با تلاش فراوان موفق گردید، آگوست  سال ۲۰۱۰ در شهر کلانتان مالزی دینار  طلا به عنوان پول قانونی شناخته شود. امروزه در شهر کلانتان تمام شرکت‌های تولیدی با دینار طلا مبادله می‌کنند و تمام مصارف چون برق، آب، گاز را با دینار طلا انجام می دهند.   عمر وادیلو رئیس جمهور اسبق مالزی، مهاتیر محمد را در سال ۲۰۰۰ قانع نمود تا دینار طلای و درهم نقری را جایگزین  پول کاغذی در مالزی کند. وادیلو به مسلمانان اعلام کرد تا تولیدات نفتی را در مقابل تکه کاغذ نفروشند بلکه با پول واقعی طلا و نقره مبادله کنند. 

## قیام دوباره بازار آزاد اسلامی
عمر وادیلو نظریه بازار آزاد اسلامی که تمام معاملات اقتصادی بر اساس دینار و درهم صورت می‌گیرد را بار دیگر معرفی و ارائه نمود تا نظام بانکداری غربی جدید را کاهش دهد۔

## نکوهشگر مسایل سودی وبانکی و پول کاغذی
عمر وادیلو یکی از نقدگران ونکوهشگران نظام سرمایه داری می‌باشد۔ وی متعقد است که نظام سرمایه داری فاصله بین فقیر و ثروت مندان را وسیع تر می‌سازد۔ زین رومسلمانان جهان باید به نظام سرمایه داری پشت کنند و باید دوباره به نظام اقتصادی اسلام رجوع کنند۔ 

همچنان وی یکی از نکوهشگران پول کاغذی نیز می‌باشد۔ و خواستار بازگشت به دینار و درهم در تمام معاملات اقتصادی مسلمان‌ها می‌باشد۔ همچنان ایشان در کتاب خویش نیز استعفاده از پول کاغذی را حرام ثابت دانسته است و به مسلمانان تأکید نموده است که دوباره از دینار و درهم در تمام معاملات اقتصادی خود استفاده کنند زیرا معتقد است دینار و درهم ارزهای شرعی بوده و استفاده از آن فواید بسیار زیاد داشته و موجب حصول رضای خداوند می گردد۔

او بانک‌های مرکزی را به فریب کاری متهم ساخته است زیر بانک مرکزی بدون اطلاع به اتباع یک کشور هر پیمانه که خواسته باشد پول کاغذی را چاپ می‌کند و در نتیجه ارزش پول پاین رفته و اقتصاد مردم ضربه می بیند۔ و نیز ذکر نموده است که به نظر او تأمین خیارات مالی از راه چاپ پول کاغذی اضافی، یک راه اخذ مخفیانه مالیات اضافی و یک راه مترادف فریب کاری و چپاول اموال مردم است۔

علاوه برآن ایشان یکی از نوهشگران نظام بانکداری جدید نیز می‌باشد۔ جای که سود پول کاغذی، نظام بانکداری ذخیره کسری (Fractional Reserve System)، فریب کاری، قمار بازی وسایل مشروع بانکداری می‌باشند که در اسلام مطلق حرام اند۔ ایشان در کتاب خود “ فتویٰ در خلاف بانکداری“ این را ثابت نموده‌اند که نه بانکداری غربی بلکه بانکداری اسلامی نیز حرام بوده و هچ اساس شرعی نداشته۔ زیرا بانکداری اسلامی نیز از پول کاغذی و نظام بانکداری ذخیره کسری (Fractional Reserve System) استفاده می‌کند که دراسلام مطلق حرام است۔